# Laëtitia Le Corguillé
Laëtitia Le Corguillé (n. 29 iulie 1986, Saint-Brieuc, Bretagne, Franța) este o ciclistă de performanță ce a reprezentat Franța, medaliată olimpică. A participat la 2 ediții ale Jocurilor Olimpice (2008, 2012) în care a câștigat o medalie de argint.